# Palookaville
Palookaville (Verweistitel: Kleine Gangster, große Kohle) ist eine 1995 produzierte Filmkomödie.

## Handlung
Die Freunde Jerry, Russ und Sid leben in Palookaville, New Jersey. Jerrys Frau Betty arbeitet in einem Supermarkt. Die Freunde träumen vom schnellen Geld und wollen einen Juwelier berauben. Sie verwechseln den Laden mit einer Bäckerei. Auch der spätere Überfall auf einen Geldtransporter geht schief: Der Fahrer bekommt einen Herzinfarkt, die Freunde bringen ihn ins Krankenhaus. Sie gelten als Helden.
Jerry wird Zeuge, als der Chef seiner Frau versucht, sie zu begrapschen. Nach dem darauffolgenden Streit wird Betty entlassen.
Jerry, Russ und Sid studieren Gangsterfilme als Lehrmaterial.

## Kritiken
James Berardinelli schrieb, den Film unterscheide von den anderen Filmen über missglückte Verbrechen, dass er beinahe frei von Gewalt sei. Die Charaktere würden sich im Laufe des Films entwickeln.
Kenneth Turan machte in seiner Kritik in der Zeitung Los Angeles Times (1. November 1996) in der Musik des Films den Einfluss von Nino Rota aus. Die von Alan Taylor geführte Regie sei „nett“.

## Auszeichnungen
- 1995 Nominierung für den Golden Alexander des Thessaloniki Film Festivals
- 1997 Publikumspreis des Tromsø International Film Festivals
- 1998 London Critics Circle Film Award

## Wissenswertes
Der in New Jersey abgedrehte Film lief in den USA in 12 Kinos, in denen er etwas über 300 Tsd. Dollar einspielte.